# Rhamnus utilis
Rhamnus utilis là một loài thực vật có hoa trong họ Táo. Loài này được Decne. mô tả khoa học đầu tiên năm 1857.